# 脊尾齒指蝦蛄
脊尾齒指蝦蛄（学名：Odontodactylus cultrifer）为齒指蝦蛄科齒指蝦蛄屬下的一个种。